# Freudenberg
Freudenberg — немецкая семейная диверсифицированная группа компаний. Её продукция включает автомобильные комплектующие, герметики, текстильные материалы, фильтры, предметы домашнего обихода, чистящие средства. Штаб-квартира компании Freudenberg находится в Вайнхайме (Баден-Вюртемберг), а производственные мощности — в Европе, Азии, Австралии, Южной Америке и Северной Америке.

## История

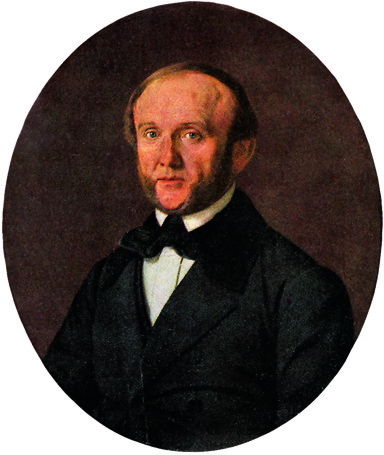
Карл Иоганн Фрейденберг

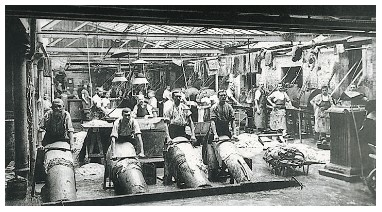
Удаление шерсти с необработанных шкур на кожевенном заводе Freudenberg, 1899 год

В 1849 году Карл Иоганн Фройденберг (нем. Carl Johann Freudenberg) в партнёрстве с Генрихом Кристианом Хайнце (нем. Heinrich Christian Heintze) приобрёл кожевенный завод и основал компанию Freudenberg, которая выпускала различные сорта кожи. Под руководством сына основателя, Эрнста Фройденберга, компания в начале XX века первой в Европе освоила процесс хромового дубления кожи. Вскоре компания стала лидером европейского рынка кожи, две трети продаж приходилось на экспорт. В 1920-х годах рынок кожи оказался в глубоком кризисе, и компания начала искать новые направления деятельности. В этот период было начато производство уплотняющих систем из кожи для промышленности. В 1929 году была запатентована манжета Зиммерринг (нем. Simmerring), ставшая стандартом в промышленности. С 1936 года компания начала применять вместо кожи синтетические материалы на основе каучука. В этот период компания была преобразована в семейное партнёрство, доли в котором имели все члены семьи Фройденберг.
В 1948 году было начато производство нетканых текстильных материалов, технология изготовления которых была разработана инженером компании Людвигом Ноттебомом (нем. Ludwig Nottebohm). Эти материалы нашли широкое применение в промышленности, а также для потребительских товаров. В том же 1948 году были запущены бренды Vileda (салфетки для уборки из нетканых материалов) и Vlieseline (материал для подкладки одежды). В 1949 году компания начала выпуск резиновых напольных покрытий. В 1950-х годах Freudenberg начала расширять географию деятельности: в 1951 году было создано совместное предприятие в США, затем были открыты заводы в Великобритании, Франции, Испании, Италии и Нидерландах. В 1957 году компания вышла на рынок систем для поглощения вибрации. В 1960 году были созданы 2 совместных предприятия в Японии: Japan Vilene Company в партнёрстве с Japan Reichhold Chemicals и Freudenberg NOK в партнёрстве с NOK Corporation. В 1965 году был разработан новый нетканый материал спанбонд, для производства которого была создана дочерняя компания Freudenberg Spunbonded.
В 1966 году была куплена мюнхенская компания Klüber Lubrication; она была основана в 1929 году и выпускала специализированные смазочные материалы, такие как сверхчистые смазки для микроподшипников и смазки для работы в условиях экстремальных температур. В 1970-х годах было продолжено расширение производственных и дистрибьюторских сетей; были открыты новые заводы в Северной и Южной Америке, Австралии, Южной Африке и Центральной Азии; также было создано несколько новых совместных предприятий с NOK Corporation, в частности, в 1981 году в Майнхайме было открыто предприятие Simflex по изготовлению гибких печатных плат; в 1996 году это предприятие было переименовано в Freudenberg Mektec. В 1990 году был куплен шведский производитель товаров для уборки помещений Wettex.
В 1991 году было основано новое подразделение по производству воздушных фильтров MicronAir. Также в этом году было куплено 2 завода в бывшей ГДР. В 1995 году была проведена реорганизация семейного бизнеса: была создана холдинговая компания Freudenberg & Co. и несколько автономных бизнес-групп. В 1996 году Freudenberg вышла на рынок КНР, там было создано совместное предприятие по производству уплотняющих систем и нетканых материалов. В конце 1990-х годов были поглощены компании Marelli & Berta (Италия, нетканые материалы); Meillor (Франция, плоские сальники); Xerex Corp. (Республика Корея, флис). В 2003 году была куплена компания O-Cedar Brands Inc., производитель средств для уборки помещений.

## Собственники и руководство
Freudenberg является семейной компанией, доли в ней по состоянию на конец 2024 года имели 370 наследников основателя, Карла Иоганна Фройденберга. Организационно Freudenberg представляет группу компаний с двумя материнскими компаниями: Freudenberg & Co. KG и Freudenberg SE. В группу Freudenberg в 2024 году входило 455 полностью или частично контролируемых компаний в 60 странах.
Руководство:
- Матиас Тилен (Mathias Thielen, род. 14 января 1971 года) — председатель наблюдательного совета с июля 2024 года, до этого работал в Credit Suisse (2014—2022) и General Electric (1998—2014)[7].
- Клаус Мёленкамп (Claus Möhlenkamp, род. 15 октября 1965 года) — генеральный директор с июля 2025 года, в компании с 1994 года[8][9].

## Деятельность

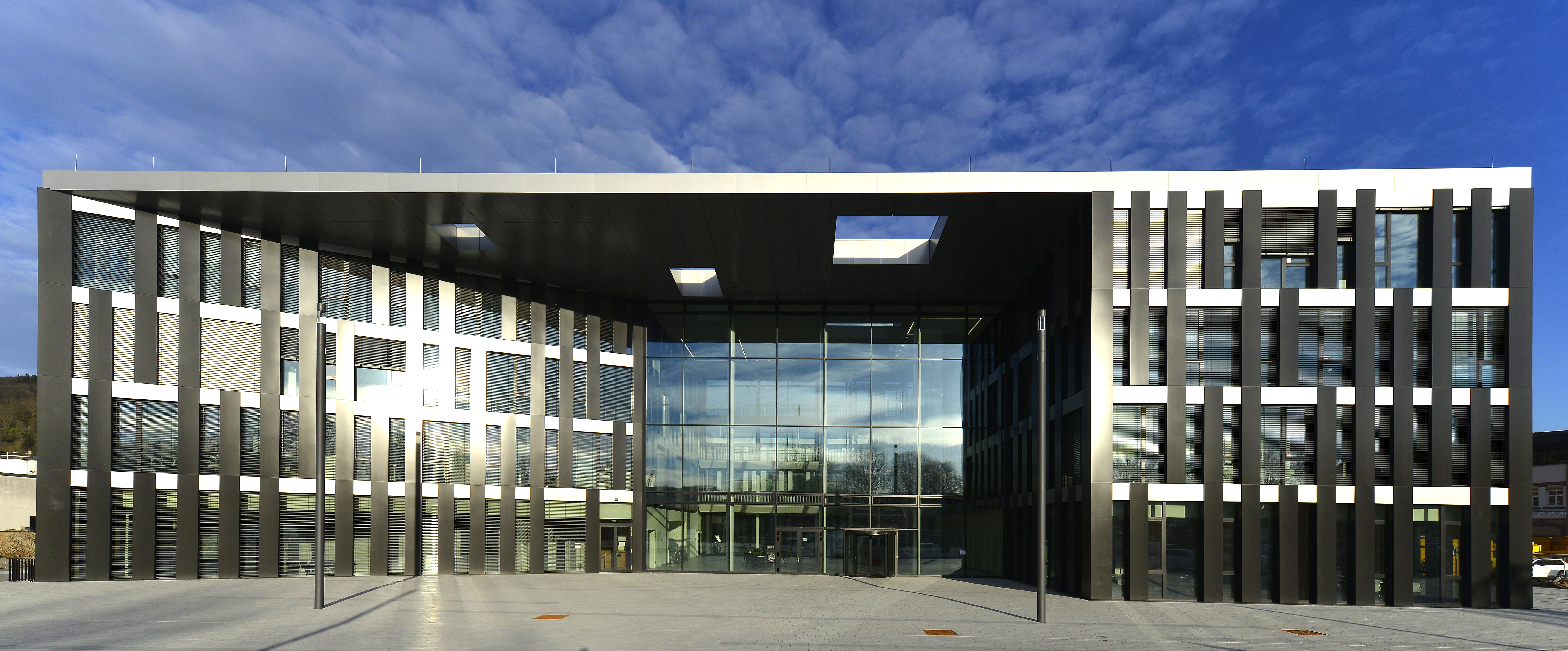
Штаб-квартира компании Freudenberg Sealing Technologies

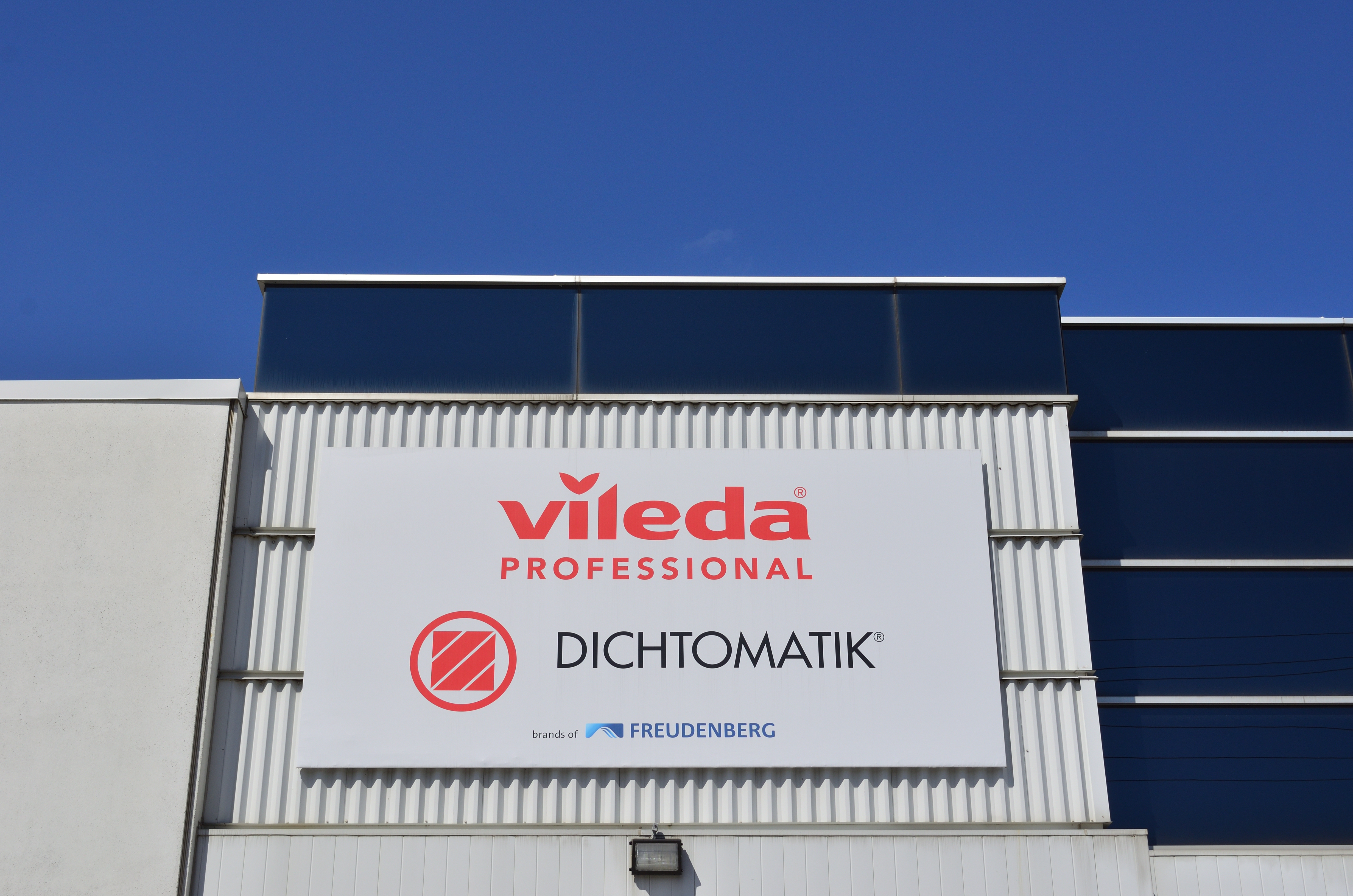
Фабрика Vileda Professional в Маркеме, Онтарио, Канада

Выручка группы за 2024 год составила 11,9 млрд евро, из них на Германию пришлось 14 %, на остальные страны Евросоюза — 23 %, на другие страны Европы — 8 %, на Северную Америку — 30 %, на Центральную и Южную Америку — 3 %, на Азию — 20 %, на Австралию и Африку — 2 %.
Подразделения группы по состоянию на 2024 год:
- Seals and Vibration Control Technology — выручка 6,5 млрд евро, 29,5 тыс. сотрудников; включает бизнес-группы:
  - Freudenberg Sealing Technologies — производство герметиков для автомобильной промышленности, конечным потребителям продукция продаётся под брендом Corteco;
  - Freudenberg Flow Technologies — производство герметизирующих систем для насосов и компрессоров, в основном, для нефтехимической отрасли;
  - Vibracoustic — производство шумо- и виброизоляции для автомобильной промышленности;
- Technical Textiles and Filtration — выручка 2,6 млрд евро, 10,9 тыс. сотрудников; включает бизнес-группы:
  - Freudenberg Performance Materials — производство текстильных материалов для производства одежды, обуви, ковровых покрытий, фильтров и средств гигиены;
  - Freudenberg Filtration Technologies — производство фильтров для воздуха и жидкостей;
  - Japan Vilene Company — производство нетканых материалов;
- Cleaning Technologies and Products — выручка 1,3 млрд евро, 3,9 тыс. сотрудников; включает одну бизнес-группу:
  - Freudenberg Home and Cleaning Solutions — производство чистящих средств и другой бытовой химии, а также товаров домашнего обихода под брендами Vileda, Vileda Professional, O-Cedar, Gimi, Oates, Gala, Wettex, Marigold и Vermop;
- Specialties — выручка 2,1 млрд евро, 7,9 тыс. сотрудников; включает бизнес-группы:
  - Freudenberg Chemical Specialities — состоит из дочерних компаний Klüber Lubrication (смазочные материалы), Chem-Trend (разделительные агенты для производства композитов, пластмасс и резины), SurTec (функциональные покрытия), OKS (смазочные материалы) и CAPOL (пигменты и ароматизаторы для пищевой промышленности);
  - Freudenberg Medical — производство медицинского оборудования;
  - Freudenberg e-Power Systems — производство аккумуляторов и топливных элементов.